# Nick Champion de Crespigny
Pour les articles homonymes, voir Champion (homonymie).

a Compétitions nationales et continentales officielles uniquement.

b Matchs officiels uniquement.
Dernière mise à jour le 28 juillet 2025.
Nick Champion de Crespigny, né le 27 juin 1996 à Canberra (Australie), est un joueur international australien de rugby à XV évoluant principalement au poste de troisième ligne aile.

## Biographie
Nick Champion de Crespigny est le cousin de Richard Champion de Crespigny (en), un pilote de ligne connu pour avoir évité un crash majeur en novembre 2010 après une grave avarie de son avion.

## Carrière professionnelle
Nick Champion de Crespigny naît et grandit à Canberra. Il commence à jouer au rugby à XV lors de son enfance. À l'adolescence, il entre à la Canberra Grammar School (en), où il pratique le rugby et l'aviron. Passionné dans un premier temps par ce deuxième sport, il participe au Festival australien olympique de la jeunesse, à Sydney en 2013,. En rugby à XV, il joue avec l'équipe première de l'établissement en 2013 et 2014. Il décide de se focaliser sur le rugby lors de sa dernière année de lycée, et fait partie de la sélection de la région de Canberra en 2014.
Après le lycée, il déménage à Sydney afin de suivre des études en économie à l'université de Sydney. Il rejoint alors le club amateur affilié à l'université, le Sydney University FC. Il joue d'abord avec les moins de 20 ans du club, et commence humblement par jouer en équipe trois de cette catégorie en 2015. La même année, il joue aussi en équipe deux, avec qui il remporte le championnat de Sydney. En 2016, il continue sa progression, et joue avec l'équipe junior fanion, et remporte un nouveau titre local. Il représente également la sélection junior de Nouvelle-Galles du Sud.
Il joue son premier match avec l'équipe senior de Sydney University en Shute Shield au mois de juillet 2016 face à Easts Rugby. Il effectue sa première saison complète l'année suivante, disputant treize rencontres, la plupart au poste de deuxième ligne. Il remporte également un troisième titre en trois ans, lorsqu'il gagne le Shute Shield « A » avec l'équipe réserve du club. Lors des saisons suivantes, il s'impose comme un titulaire indiscutable au sein de son équipe au poste de troisième ligne, et se distingue par ses qualités de défenseur,. Il remporte le championnat en 2018 et 2019,.
En 2018, il est retenu dans l'effectif de l'équipe des NSW Country Eagles en National Rugby Championship (NRC). Il joue son premier match professionnel le 9 septembre 2018 contre la Western Force. Il dispute six rencontres lors de la saison, dont quatre titularisations. Il est à nouveau retenu l'année suivante, pour la dernière année de la compétition, et joue cette fois cinq matchs,.
Parallèlement, il est invité à jouer avec la franchise des Melbourne Rebels en juin 2018, sans pour autant signer de contrat officiel. Il joue alors un match d'exhibition contre la Western Force dans le cadre des World Series Rugby. Il reste ensuite dans l'environnement du club l'année suivante, et participe à la présaison de Super Rugby avec l'équipe, disputant au passage un match amical. Néanmoins, il ne parvient toujours pas à obtenir un contrat professionnel, et doit se contenter de jouer au niveau amateur avec Sydney University.
L'année suivante, il fait partie de l'effectif élargi de la franchise des Waratahs, et participe à nouveau à la présaison,. Par la suite, il joue plusieurs matchs avec les Emerging Waratahs (équipe espoir), mais ne dispute aucune rencontre de Super Rugby,.
En 2021, il joue une dernière saison avec Sydney University, jouant huit matchs avant que la saison ne soit arrêtée à cause de la pandémie de Covid-19.
Peu après, il est recruté par le club français Castres olympique , évoluant en Top 14, pour un contrat d'une saison,. Son arrivée en France se fait par l'intermédiaire de l'entraîneur Pierre-Henry Broncan qui le suivait depuis plusieurs saisons, et de son compatriote Tom Staniforth, qui est passé par le même lycée que lui,. Il joue son premier match le 10 septembre 2021 contre Clermont. Avec sa nouvelle équipe, il s'impose rapidement comme un élément majeur en troisième ligne, ce qui lui permet de voir son contrat prolongé pour deux saisons supplémentaires,. Au terme de sa première saison, il est finaliste du championnat après une défaite face à Montpellier. En juin 2024, après une saison où il a été moins utilisé, il décide de refuser une offre de prolongation du club tarnais, et de rentrer en Australie, avec l'ambition de représenter sa sélection nationale.
De retour en Australie, il s'engage avec la Western Force à partir de la saison 2025 de Super Rugby. Il joue son premier match dans cette compétition le 15 février 2025 face aux Moana Pasifika.
Peu après la saison de Super Rugby, il est sélectionné par l'équipe d'Australie afin de préparer la série de test matchs contre les Lions britanniques et irlandais. Profitant des blessures de Langi Gleeson et Rob Valetini, il est titularisé au poste de troisième ligne aile pour la première rencontre et connaît sa première cape internationale.

## Palmarès
- Vainqueur du Shute Shield en  2018 et 2019 avec le Sydney University FC.
- Finaliste du Top 14 en 2022 avec le Castres olympique.